# Athée (Mayenne)
Athée és un municipi francès situat al departament de Mayenne i a la regió de País del Loira. L'any 2007 tenia 487 habitants.

## Demografia

### Població
El 2007 la població de fet d'Athée era de 487 persones. Hi havia 174 famílies de les quals 36 eren unipersonals (4 homes vivint sols i 32 dones vivint soles), 55 parelles sense fills i 83 parelles amb fills.
La població ha evolucionat segons el següent gràfic:
Habitants censats

### Habitatges
El 2007 hi havia 204 habitatges, 173 eren l'habitatge principal de la família, 18 eren segones residències i 12 estaven desocupats. Tots els 203 habitatges eren cases. Dels 173 habitatges principals, 135 estaven ocupats pels seus propietaris, 36 estaven llogats i ocupats pels llogaters i 2 estaven cedits a títol gratuït; 1 tenia una cambra, 2 en tenien dues, 18 en tenien tres, 36 en tenien quatre i 116 en tenien cinc o més. 155 habitatges disposaven pel capbaix d'una plaça de pàrquing. A 70 habitatges hi havia un automòbil i a 91 n'hi havia dos o més.

### Piràmide de població
La piràmide de població per edats i sexe el 2009 era:
| Homes | Edats   | Dones |
| ----- | ------- | ----- |
| 0     | 95 o +  | 0     |
| 0     | 90 a 94 | 4     |
| 0     | 85 a 89 | 4     |
| 4     | 80 a 84 | 0     |
| 16    | 75 a 79 | 16    |
| 4     | 70 a 74 | 8     |
| 4     | 65 a 69 | 12    |
| 12    | 60 a 64 | 4     |
| 8     | 55 a 59 | 4     |
| 12    | 50 a 54 | 12    |
| 12    | 45 a 49 | 20    |
| 16    | 40 a 44 | 4     |
| 20    | 35 a 39 | 32    |
| 20    | 30 a 34 | 20    |
| 16    | 25 a 29 | 16    |
| 24    | 20 a 24 | 16    |
| 8     | 15 a 19 | 8     |
| 16    | 10 a 14 | 8     |
| 32    | 5 a 9   | 16    |
| 20    | 0 a 4   | 28    |

## Economia
El 2007 la població en edat de treballar era de 290 persones, 233 eren actives i 57 eren inactives. De les 233 persones actives 224 estaven ocupades (122 homes i 102 dones) i 9 estaven aturades (7 homes i 2 dones). De les 57 persones inactives 25 estaven jubilades, 15 estaven estudiant i 17 estaven classificades com a «altres inactius».

### Ingressos
El 2009 a Athée hi havia 186 unitats fiscals que integraven 516 persones, la mediana anual d'ingressos fiscals per persona era de 15.255 €.

### Activitats econòmiques
Dels 13 establiments que hi havia el 2007, 6 eren d'empreses de construcció, 1 d'una empresa de transport, 1 d'una empresa d'hostatgeria i restauració, 1 d'una empresa d'informació i comunicació, 1 d'una empresa financera, 1 d'una empresa immobiliària i 2 d'empreses de serveis.
Dels 6 establiments de servei als particulars que hi havia el 2009, 3 eren paletes, 1 guixaire pintor, 1 fusteria i 1 restaurant.
L'any 2000 a Athée hi havia 36 explotacions agrícoles que ocupaven un total de 1.325 hectàrees.

## Poblacions més properes
El següent diagrama mostra les poblacions més properes.